# Matías Devoto
Matías Devoto (n. 14 de marzo de 1976, San Isidro, provincia de Buenos Aires) es un piloto argentino de automovilismo de velocidad. Iniciado en el ambiente de los karts, compitió en diferentes categorías del automovilismo argentino de nivel zonal y nacional. Debutó profesionalmente en el año 2003 en la categoría zonal ALMA (Asociación Libres Mil Agrupados), siendo subcampeón en 2007 de su Clase 2 y campeón en 2008 de su Clase 3. Ese mismo año, participó en 3 de las 4 fechas del Torneo Presentación de la divisional TC Pista Mouras de la Asociación Corredores de Turismo Carretera, conquistando el título al comando de un Chevrolet Chevy y convirtiéndose en su primer campeón histórico. Tras estos títulos, continuaría compitiendo en las categorías TC Mouras, Clase 3 del Turismo Nacional y en la Clase 3 del Turismo Pista.
A partir del año 2011 se desempeña en la Clase 3 del Turismo Pista, donde compitió al comando de unidades Volkswagen Gol y Renault Clio, teniendo resultados muy discretos.

## Trayectoria
| Año  | Categoría                                         | Marca           |
| ---- | ------------------------------------------------- | --------------- |
| 2003 | Debut en Clase 2 de ALMA                          | Fiat Uno        |
| 2004 | Clase 2 de ALMA                                   | Fiat Uno        |
| 2005 | Clase 2 de ALMA                                   | Fiat Uno        |
| 2006 | Clase 2 de ALMA                                   | Fiat Uno        |
| 2007 | Subcampeón Clase 2 de ALMA                        | Fiat Uno        |
| 2008 | Campeón Clase 3 de ALMA                           | Volkswagen Gol  |
| 2008 | Debut en TC Pista Mouras. Campeón                 | Chevrolet Chevy |
| 2009 | TC Pista Mouras                                   | Chevrolet Chevy |
| 2010 | Debut en TC Mouras, 7 carreras                    | Chevrolet Chevy |
| 2010 | Debut en Clase 3 del Turismo Nacional, 2 carreras | Renault Clio    |
| 2011 | Debut en Clase 3 del Turismo Pista, 6 carreras    | Volkswagen Gol  |
| 2012 | Clase 3 del Turismo Pista                         | Volkswagen Gol  |
| 2013 | Clase 3 del Turismo Pista                         | Volkswagen Gol  |
| 2014 | Clase 3 del Turismo Pista                         | Renault Clio    |
| 2015 | Clase 3 del Turismo Pista                         | Renault Clio    |
| 2016 | Clase 3 del Turismo Pista                         | Renault Clio    |

- [3]

### Resultados completos TC Pista Mouras
| Temporadas            | Temporadas      | Fechas | Fechas | Fechas | Fechas | Fechas | Fechas | Fechas | Fechas | Fechas | Fechas | Fechas | Fechas | Fechas | Fechas | Posición final      |
| Equipos               | Automóvil       | Fechas | Fechas | Fechas | Fechas | Fechas | Fechas | Fechas | Fechas | Fechas | Fechas | Fechas | Fechas | Fechas | Fechas | Posición final      |
| --------------------- | --------------- | ------ | ------ | ------ | ------ | ------ | ------ | ------ | ------ | ------ | ------ | ------ | ------ | ------ | ------ | ------------------- |
| 2008                  | 2008            | 01     | 01     | 01     | 02     | 02     | 02     | 03     | 03     | 03     | 03     | 04     | 04     | 04     | 04     | 1.º (39.00 puntos)  |
| Ibargoyen Competición | Chevrolet Chevy | 2.º    | 2.º    | 2.º    | -      | -      | -      | 3.º    | 3.º    | 3.º    | 3.º    | 5.º    | 5.º    | 5.º    | 5.º    | 1.º (39.00 puntos)  |
| 2009                  | 2009            | 01     | 02     | 03     | 04     | 05     | 06     | 07     | 08     | 09     | 10     | 11     | 12     | 13     | 14     | 13.º (63.00 puntos) |
| Corsi Competición     | Chevrolet Chevy | 14     | 5.º    | 16     | -      | 3.º    | 16     | 7.º    | 22     | -      | 5.º    | 26     | 9.º    | 7.º    | 10     | 13.º (63.00 puntos) |

### Resultados completos TC Mouras
| Temporadas        | Temporadas      | Fechas | Fechas | Fechas | Fechas | Fechas | Fechas | Fechas | Fechas | Fechas | Fechas | Fechas | Fechas | Fechas | Fechas | Posiciones finales  |
| Equipos           | Automóvil       | Fechas | Fechas | Fechas | Fechas | Fechas | Fechas | Fechas | Fechas | Fechas | Fechas | Fechas | Fechas | Fechas | Fechas | Posiciones finales  |
| ----------------- | --------------- | ------ | ------ | ------ | ------ | ------ | ------ | ------ | ------ | ------ | ------ | ------ | ------ | ------ | ------ | ------------------- |
| 2010              | 2010            | 01     | 02     | 03     | 04     | 05     | 06     | 07     | 08     | 09     | 10     | 11     | 12     | 13     | 14     | 26.º (49.00 puntos) |
| Corsi Competición | Chevrolet Chevy | 8.º    | 15     | -      | 6.º    | -      | 15     | 29     | -      | 14     | -      | -      | 25     | -      | -      | 26.º (49.00 puntos) |

## Palmarés
| Título     | Categoría       | Automóvil       | Año  |
| ---------- | --------------- | --------------- | ---- |
| Subcampeón | Clase 2 de ALMA | Fiat Uno        | 2007 |
| Campeón    | Clase 3 de ALMA | Volkswagen Gol  | 2008 |
| Campeón    | TC Pista Mouras | Chevrolet Chevy | 2008 |